# HAWKS プロ野球中継
『HAWKS プロ野球中継』（ホークス・ぷろやきゅうちゅうけい）は、スポーツライブ+で、2020年から放送されている、プロ野球中継番組である。

## 概要
福岡ソフトバンクホークス主催試合全試合を生中継で放送するプロ野球中継番組。基準の放送時間は試合開始15分前～5時間後（18時開始であれば17:45-23:00）を基本とする。また極端に試合が伸びない限り、試合終了後～放送終了予定時間までは、その日の試合の振り返りを行う「HAWKS AFTER GAME SHOW」が続けて試合会場から生中継される。

## 出演者
ソフトバンク公式中継のため、出演者は基本的に続投している。
◎：2011年までのJ SPORTS→2012年の日テレプラス時代から担当。
○：2019年までのFOXスポーツ＆エンターテイメント時代から担当。

### 解説者
- 若菜嘉晴◎
- 柴原洋（2012年◎ - ）
- 池田親興（2016年○ - ）
- 浜名千広（2016年○ - ）
- 攝津正（2019年○ - ）
- 森福允彦（2021年 - ）
- 五十嵐亮太（2022年 - ）
- 吉村裕基（2025年 - ）
- 内川聖一（2025年 - ）

《過去》
- 坊西浩嗣（2011年◎ - 2023年）
- 斉藤和巳（2014年○ - 2022年）
- 加藤伸一（2017年○ - 2023年）
- 松中信彦（2017年○ - 2024年）
- 寺原隼人（2022年）
- 鳥越裕介（2023年 - 2024年）

### 実況アナウンサー・リポーター
- 大前一樹◎
- 加藤暁（2005年◎ - ）
- 信川竜太（2008年◎ - ）
- 石黒新平（2013年○ - ）
- 秋山浩志（2022年 - ）
- 佐藤巧（2023年 - ）
- 近藤祐司（2024年 - ）
- 田中大貴（2024年 - ）
- 中島原野（2024年 - ）
  - 2024年に信川の代打で登場後、翌年以降も続投している。
- 海里（2013年○ - ）リポートのみ[2]
- 野崎あいか（2022年 - ）リポートのみ[3]

《過去》
- 山下末則（◎ - 2023年）
- 四家秀治（2014年○ - 2023年）
- 久保俊郎（2016年○ - 2023年）

### ビジター応援副音声「ビジボ」
対バファローズ
- パンチ佐藤（2021年7月13日）
- 金村義明（2021年7月14日）
- 星野伸之（2022年8月14日）
- 坂口智隆（2023年 - ）

対マリーンズ
- 薮田安彦（2021年 - 2022年）
- 清水直行（2022年 - 2023年）
- 内竜也（2022年5月27日）
- G.G.佐藤（2023年7月28日）

対イーグルス
- 鉄平（2022年、2024年）

対ライオンズ（フジテレビTWO制作協力）
対ファイターズ・タイガース（GAORA制作協力）
対カープ
- 今村猛（2022年）
- 達川光男（2022年）
- 安部友裕（2024年）

コラボ
- 山本昌（2023年5月30日）「マサノート」
- 上原浩治（2023年6月9日）「雑草魂」
- 真中満（2024年6月11日）「真中満が行く」

## 歴代テーマ曲
オープニングテーマおよび試合のハイライト時にかかる曲
| 年     | アーティスト    | 曲名                     |
| ------ | --------------- | ------------------------ |
| 2020年 | fumika          | フレー！フレー！キミ     |
| 2020年 | fumika          | FIGHTER                  |
| 2021年 | Buzz72+         | Don't be afraid          |
| 2021年 | Buzz72+         | サンライズ               |
| 2022年 | THEイナズマ戦隊 | 門出の歌                 |
| 2023年 | PENICILLIN      | Time Machine             |
| 2023年 | PENICILLIN      | heart beat               |
| 2024年 | 内田真礼        | Magnet                   |
| 2025年 | Girls be bad    | ダイヤモンドクロニクルズ |

エンディングテーマ（その日の試合のホークス選手のいいプレー（ホームラン・ヒット・好守備・ピッチャーが三振を取った瞬間・甲斐キャノンをはじめとするキャッチャーが盗塁をさすシーンなど）の映像をバックに、２番が流れる）
藤井フミヤ「勝利の空へ」

## 放送事故
2024年4月20日の「ホークス対オリックス」の試合で上記のエンディングが流れている最中、モイネロ選手が投げているシーンで画面が乱れた。その後、カラーバー、環境映像、フィラーとしてホークス選手の過去のいいプレー（ホームラン・ヒット・好守備・ピッチャーが三振を取った瞬間・甲斐キャノンをはじめとするキャッチャーが盗塁をさすシーンなど）が流れた。その後、後番組「HAWKS AFTER GAME SHOW」のファーム戦の結果を紹介するコーナーから通常放送に戻った。

## 関連番組
- HAWKS AFTER GAME SHOW - ホークス一軍戦主催試合の試合中継終了直後に放送される、ハイライト、監督インタビュー、選手のプレイ解説等を深堀りする番組。
- 熱血宣言! E・ZO HAWKS - ノボせもんなべがホークスOBプロ野球解説者と共にホークスの今を番組独自の目線で深堀る番組。出演は、ノボせもんなべ、 野崎あいか、果南
- 鷹のミカタ - ホークス情報番組。出演は、黒瀬純(パンクブーブー)、坂口理子(HKT48)
- ガンガン!ホークス CHECK!GO! - ホークスのファームダイジェストや選手紹介やキャンプ情報をお届けする、ホークス情報番組。
- 月刊!ホークス - 毎月第2金曜日に初回放送される、ホークスのドキュメンタリー番組。
- 鷹からマリコ～野球も私も"裏"がある～ - ホークスのドラマ番組。出演は、篠田麻里子ほか